# Auf dunkelm Grunde
Auf dunkelm Grunde ist eine Erzählung von Wilhelm Raabe, die im Frühherbst 1860 innerhalb von knapp zwei Wochen entstand und im Juli 1861 in Westermanns Monatsheften erschien. In Buchform kam die Skizze 1934 bei Hermann Klemm in Berlin heraus.

## Inhalt
Fräulein Meta Eisen trauert um ihren Bruder. Ludwig war an den Folgen eines Duells mit Metas Verlobtem, dem Advokaten Dr. Eugen Illiger, gestorben. Wie Meta früher Eugen liebte, so hasst sie ihn nun. Meta will Rache. Also nähert sie sich Eugens hochschwangerer Frau Marie Illiger. Nachdem Meta ihr unschuldiges Opfer ins Bild gesetzt hat, bringt die Frau halb bewusstlos einen kranken Jungen zur Welt und stirbt.
Jahre danach stirbt Metas Schwester Franziska Wallner und hinterlässt die 10-jährige Waise Meta Wallner. Meta Eisen nimmt die Nichte auf und erzieht sie streng religiös.
Die alte Jungfrau Meta Eisen treibt den begüterten Advokaten Dr. Illiger in den Ruin. Er nimmt sich das Leben und hinterlässt den 12-jährigen lahmen Sohn Max. Meta Eisen erreicht beim Stadtgericht, dass ihr die Waise Max auch noch zur Erziehung anvertraut wird.
Jahre darauf stirbt Meta Eisen. Der junge Dr. med. Max Illiger – er hinkt ein klein wenig – heiratet Meta Wallner.

## Verwendete Ausgabe
- Auf dunkelm Grunde. Eine Skizze S. 375–409. Mit einem Anhang, verfasst von Karl Hoppe, S. 516–519 in Karl Hoppe (Bearb.), Hans Oppermann (Bearb.): Der heilige Born. Ein Geheimnis. Auf dunkelm Grunde. Die schwarze Galeere. Vandenhoeck & Ruprecht, Göttingen 2005. Bd. 3 (2. Aufl., besorgt von Eberhard Rohse), ISBN 3-525-20107-9 in Hoppe (Hrsg.), Jost Schillemeit (Hrsg.), Hans Oppermann (Hrsg.), Kurt Schreinert (Hrsg.): Wilhelm Raabe. Sämtliche Werke. Braunschweiger Ausgabe. 24 Bde.